# Фосо Гјаја (Равена)
Фосо Гјаја је насеље у Италији у округу Равена, региону Емилија-Ромања.
Према процени из 2011. у насељу је живело 1326 становника. Насеље се налази на надморској висини од -2 м.